# Otto Amrein

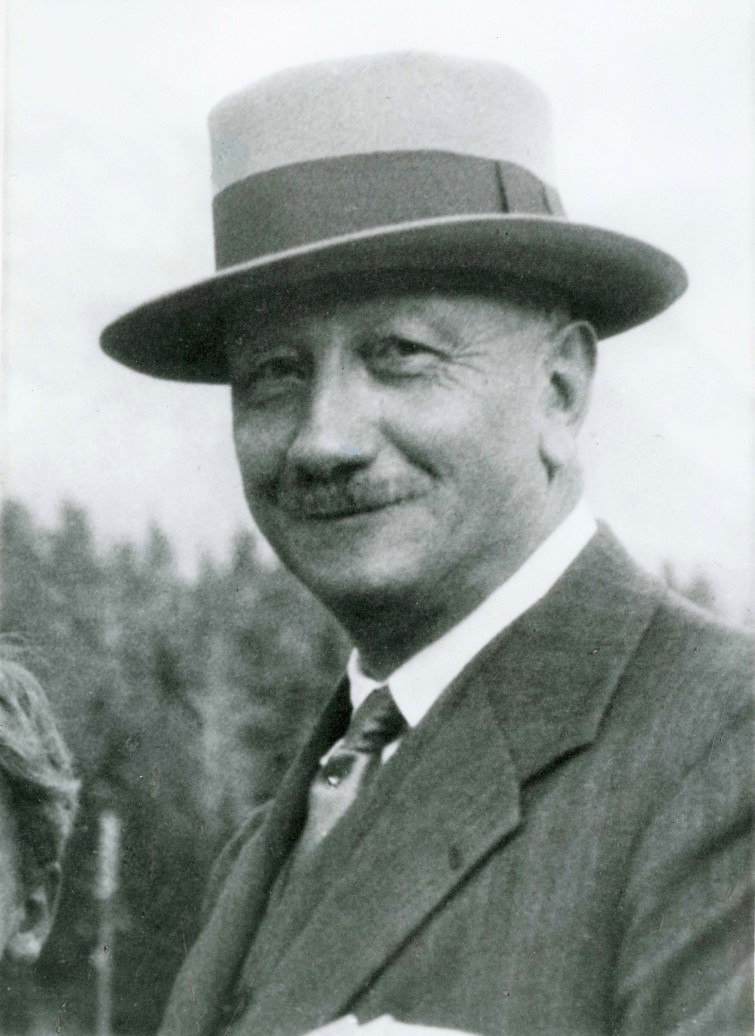
Otto Amrein (1910)

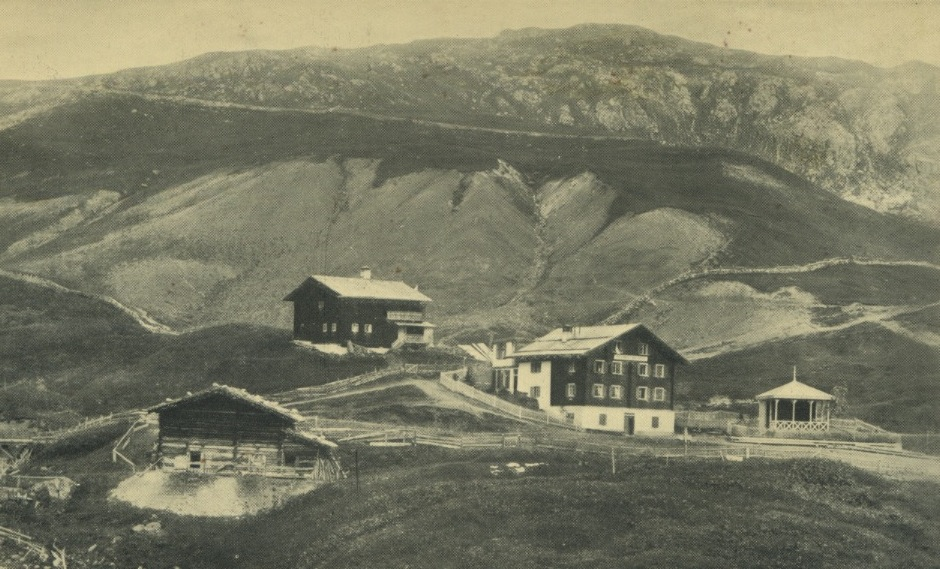
Pension Brunold, Leinegga, Arosa 1890

Otto Friederich Amrein (*  10. Juli 1874 in St. Gallen; † 2. August 1935 in Zürich) war ein Schweizer Mediziner, der aus gesundheitlichen Gründen den Luftkurort Arosa aufsuchte und einer seiner Förderer wurde.

## Leben
Otto Amrein wuchs in St. Gallen als Sohn eines Kantonsschullehrers auf. Seine Eltern führten eine Schülerpension mit Nachhilfe für Schüler aus Italien, Deutschland und Frankreich und er wurde mit fremden Sprachen vertraut.
1891 verbrachte er in der Pension Brunold in Arosa seine Sommerferien, weil ihm sein Pfarrer erzählt hatte, dass er dort von der Tuberkulose geheilt worden sei. Im Jahr vor der Maturität erkrankte Amrein an Lungentuberkulose, reiste zur Kur in die «Pension Brunold» ⊙ nach Arosa und blieb dort, entgegen den Empfehlungen seines Hausarztes, auch im Winter 1893/94. Gebildete Feriengäste halfen ihm bei der Vorbereitung für die Maturitätsprüfung, die er im Frühjahr 1894 bestand.
Im gleichen Jahr begann er mit dem Medizinstudium an den Universitäten Basel, Heidelberg und Zürich, wo er 1899 das eidgenössische Staatsexamen machte. Anschliessend arbeitete er als Assistenzarzt im Zürcher Sanatorium Wald. Als er bei sich Tuberkelbakterien im Sputum fand, bewarb er sich, obwohl Patient, für eine Stelle bei Karl Turban, der ihm eine Stelle am Sanatorium Clavadel (Zürcherische Heilstätte Clavadel) ⊙ vermittelte. So arbeitete er als Hausarzt in Clavadel und im Labor von Turban (Sanatorium Turban) ⊙. 1900 wurde seine Dissertation «Welche Schlüsse lassen sich aus der Anwesenheit toter oder abgeschwächter Tuberkelbazillen im Sputum ziehen?» von der Zürcher Fakultät genehmigt.
Wolfgang Römisch (1864–1946), der spätere Chefarzt des Waldsanatoriums Arosa, lud ihn Ende 1900 ein, eine Arztpraxis in Arosa zu eröffnen und die Vertretungen seiner Praxis zu übernehmen. Nach dem Besuch von Kliniken, Kongressen und Kursen in Holland, England, Schottland und Paris kehrte Amrein nach Arosa zurück und mietete im Chalet Maria, später Chalet am Rain (heute Eisenwaren Vital) ⊙ eine Wohnung mit Arztpraxis an der Poststrasse und heiratete seine Jugendfreundin.
Als Allgemeinmediziner machte er mit seinem Einspänner oder im Winter mit dem offenen Pferdeschlitten Hausbesuche bis hinunter nach Molinis oder sogar ins Sapün. Neben der Praxistätigkeit (inklusive Zahnextraktionen, Geburtshilfe usw.) wandte sich Amrein immer mehr der Tuberkulosebekämpfung zu und wurde als Tuberkulosespezialist auch im Ausland bekannt. 1902 hielt er in London ein Referat in einem internationalen Kongress. 1908 war er in Philadelphia und am internationalen Tuberkulosekongress in Washington, wo er die Schweiz vertrat und mit anderen Delegierten von Theodore Roosevelt ins Weisse Haus eingeladen wurde. Es kamen zunehmend auch ausländische Patienten, vor allem aus England, nach Arosa, um sich von ihm behandeln zu lassen.

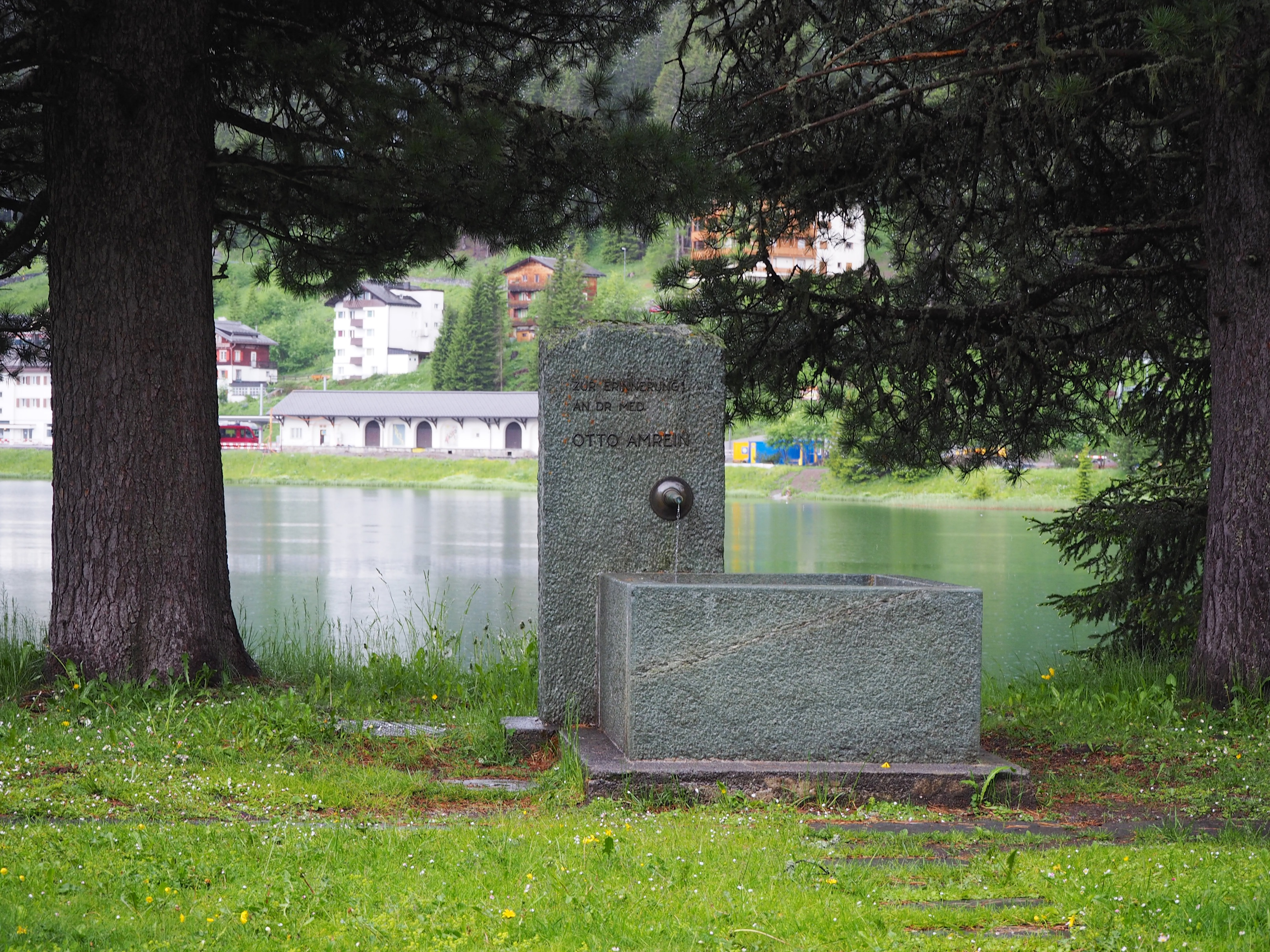
Amrein-Brunnen am Obersee

Im Dezember 1916 konnte das neu erbaute «Privatsanatorium Altein» ⊙ unter Otto Amrein als Chefarzt eröffnet werden. Er blieb bis 1931 Chefarzt und übte bis zu seinem Tode 1935 eine reduzierte Konsiliartätigkeit aus.
Er veröffentlichte rund 60 Publikationen aus dem Gebiet der Tuberkulose und Klimatologie. In der Gemeinde engagierte er sich in der Öffentlichkeitsarbeit des Schulrates, im Gemeinderat (Sanitätskommission), im Kur- und Ärzteverein sowie im Verein zur Unterstützung unbemittelter Kranker. Er nahm an kulturellen Aktivitäten teil, spielte Geige bei Benefizkonzerten und regelmässigen musikalischen Anlässen auf hohem Niveau.
Er war in erster Ehe mit Elsa Meyer verheiratet und nach deren Tod (1915) in zweiter Ehe mit Lilli Beerli. Gegenüber seinem Heim am Obersee erinnert der Amrein-Brunnen noch heute an sein Wirken in Arosa.

## Sanatorium Altein
Von 1916 bis 1931 galt Altein als eines der renommiertesten privaten Lungensanatorien der Schweiz.
In den Anfängen der Tuberkulosebehandlung in den Höhenkurorten logierten die Patienten und Kurgäste verstreut in Hotels, Pensionen und Privathäusern. Um eine Ansteckungsgefahr zu verhindern, setzten sich die Ärzte Amrein und Römisch gegen den Widerstand des Kurvereins und des Gemeinderates für ein Hygienegesetz («Gesundheitspolizeiliche Vorschriften» mit Verhaltensregeln für Patienten und Desinfektionsvorschriften) in Arosa ein. Mit dem vom Volk angenommenen Hygienegesetz wurden striktere Massnahmen für die Behandlung eingeführt und es entstanden Sanatorien als spezialisierte Tuberkulosekliniken. Als sich bei den strikten Liegekuren, die auch Otto Amrein durchführte, Erfolge einstellten, gründete Peter Wieland, der Besitzer des Hotels Seehof, zusammen mit Otto Amrein, das neue grosse Sanatorium Altein, das von 1914 bis 1916 als Privatsanatorium errichtet wurde.
Die Churer Architekten Schäfer und Risch erstellten prunkvolle Treppenaufgänge aus Marmor und eindrückliche Stuckaturen in den Aufenthaltsräumen. Das Haus wurde mit 110 Fremdenzimmern und den damals modernsten technischen Einrichtungen wie Zentralheizung, Warmwasserversorgung, Lift, Operationsräume, Röntgenkabinett und Sonnenbäder ausgerüstet. Aus finanziellen Gründen musste auf die geplante grosse Wandelhalle vor der Südfront des Sanatoriums verzichtet werden.

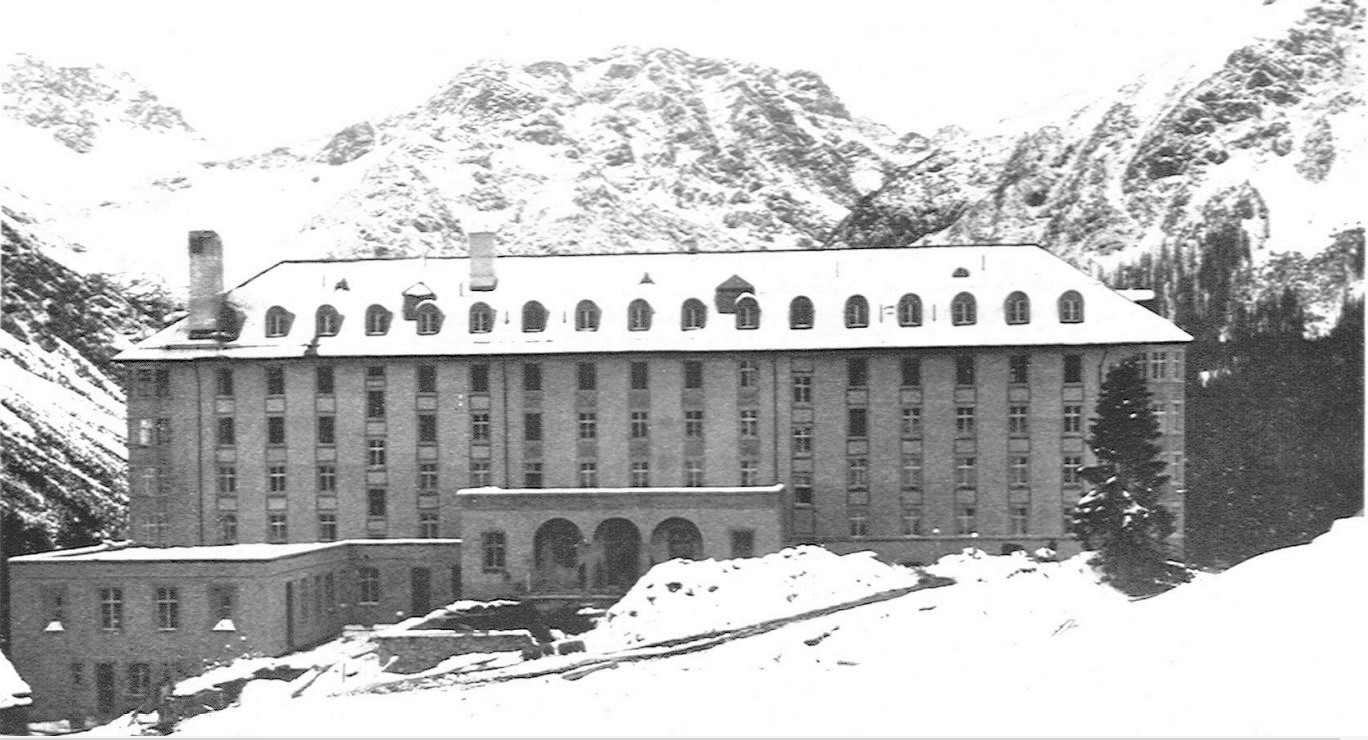
Nordfassade mit Haupteingang
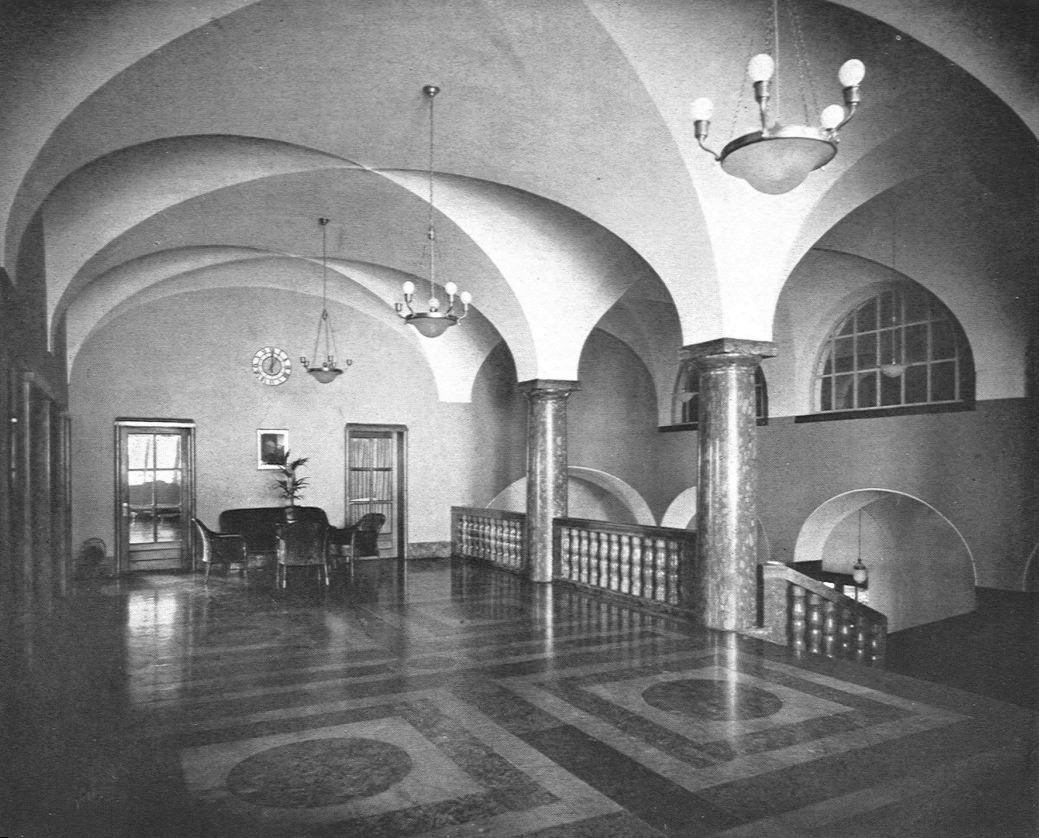
Eingangshalle
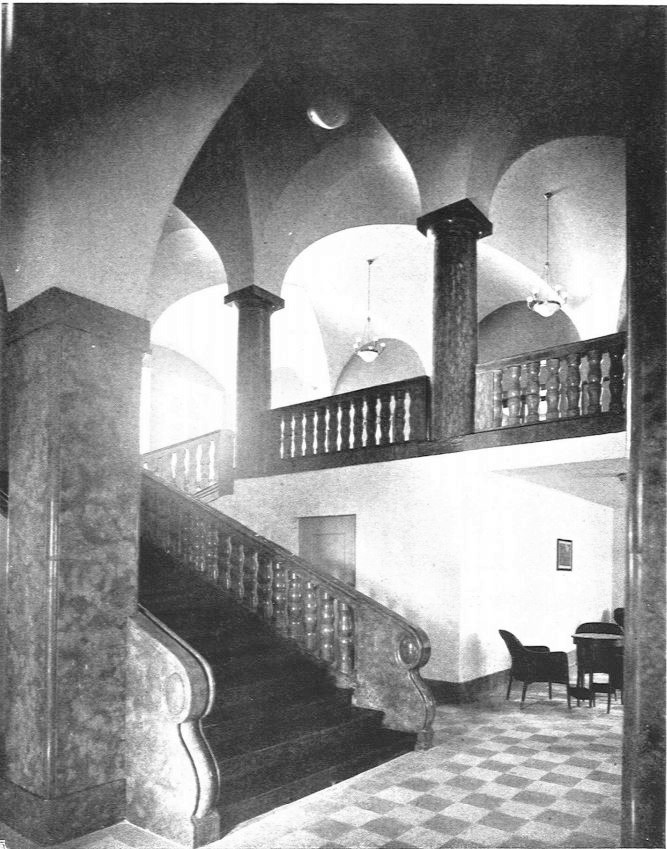
Treppenhaus
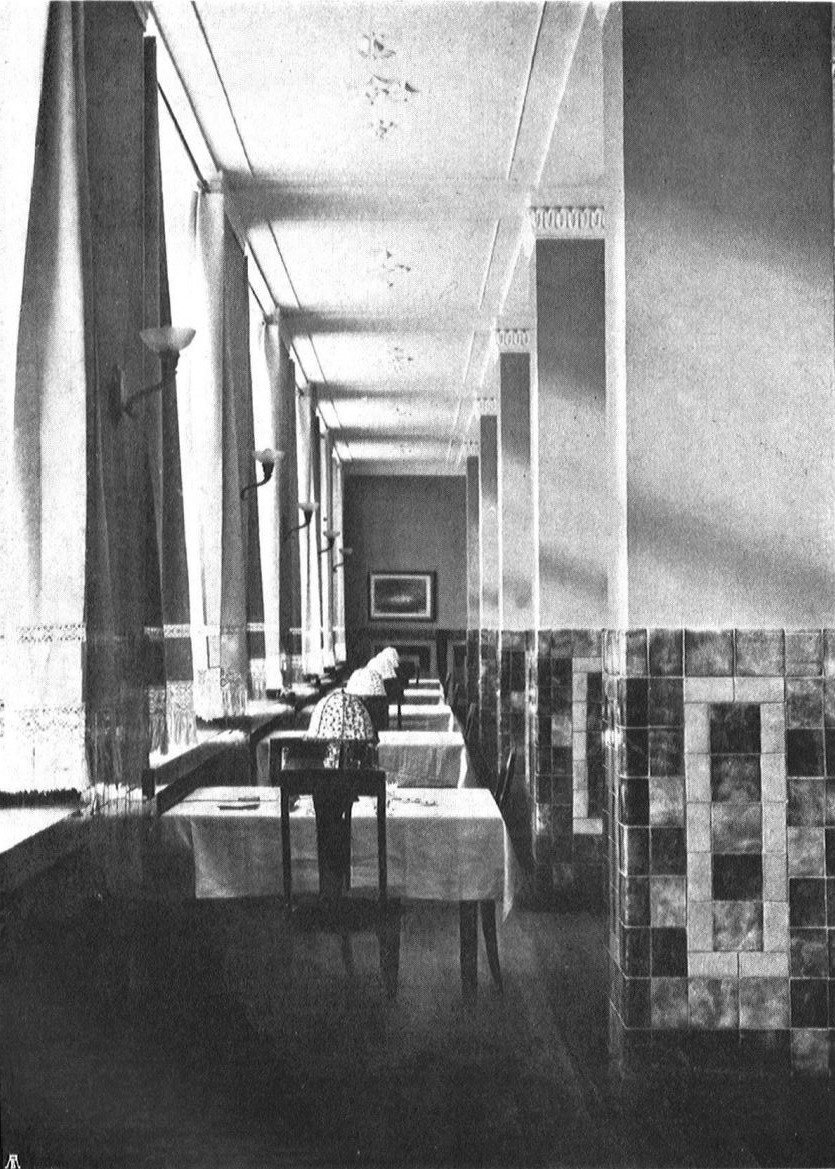
Speisesaal
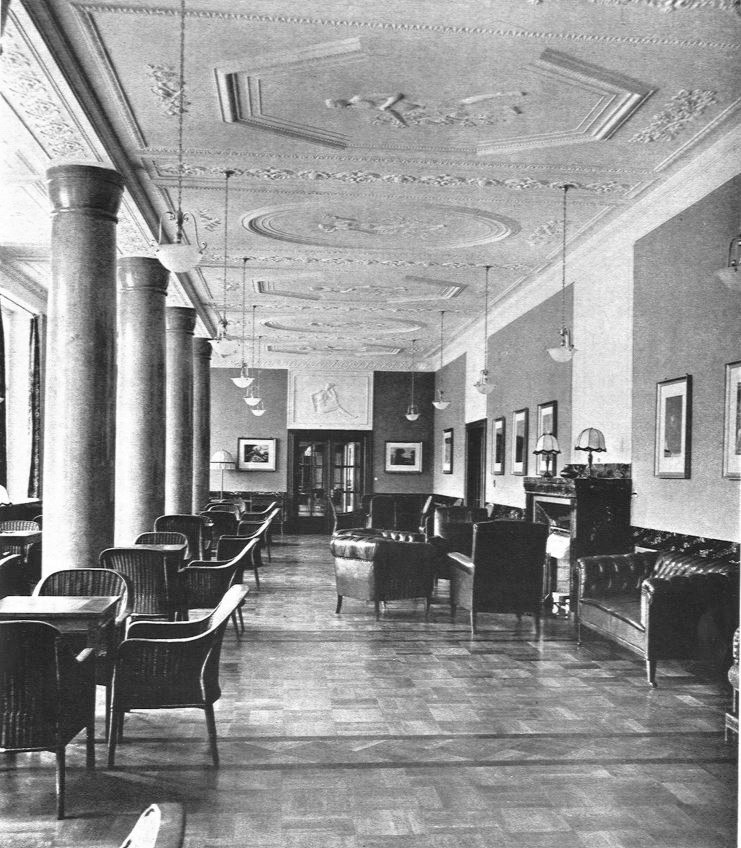
Gesellschaftsraum
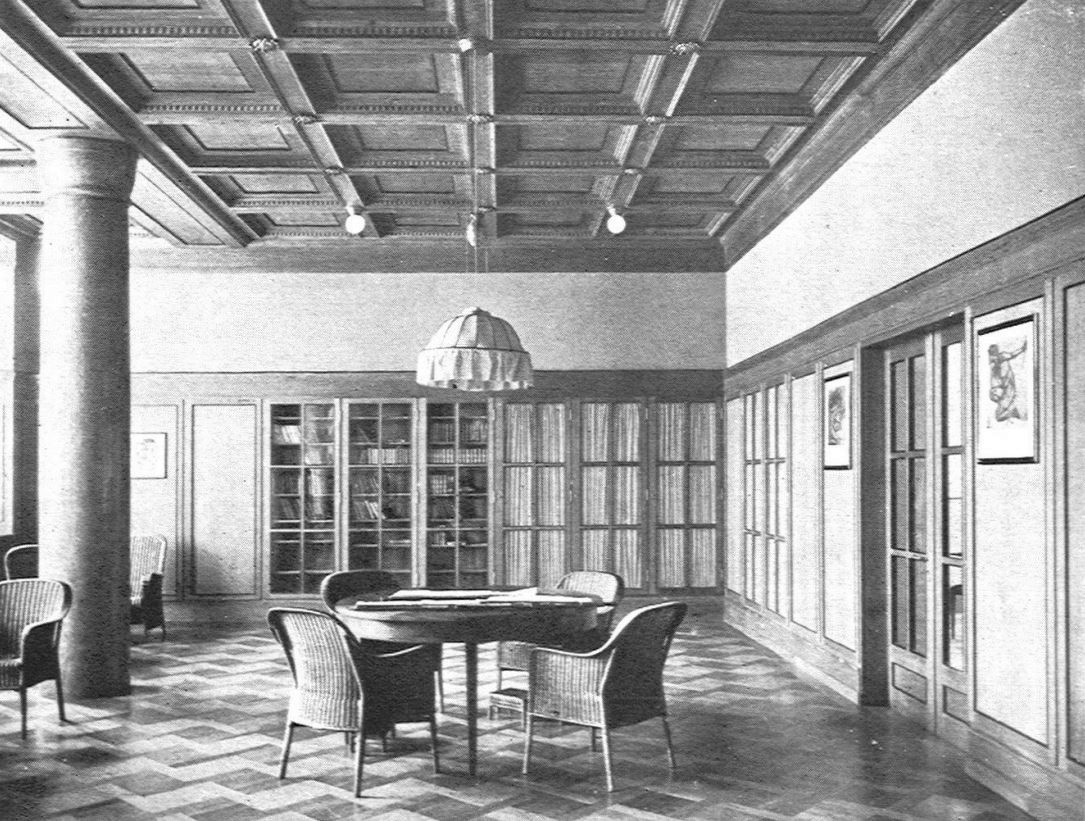
Bibliothek

Die Liegekuren erfolgten auf den grossen, windgeschützten Balkonen, die die Architektur der Sanatorien äusserlich prägten. Die Patienten lagen während vieler Stunden am Tag und fast bei jeder Witterung auf ihren Balkonliegestühlen. Da die Liegekur noch nicht mit wirksamen Medikamenten unterstützt werden konnte, benötigte der Patient viel Geduld und einen festen Durchhaltewillen für die Liegekuren, die Monate oder gar Jahre dauern konnten. Sie mussten einen aktiven Beitrag für ihre Heilung leisten. Auch das gegenseitige Vertrauen zwischen Arzt und Patient war wichtig. In gewissen Fällen konnten Erfolge mit chirurgischen Eingriffen erzielt werden und mit dem Pneumothoraxapparat, der die zeitweise Stilllegung einer Lunge durch Einbringen von Luft in die Brusthöhle ermöglichte. Obwohl es noch keine Antibiotika gab, kam es zu vielen Heilungen.
Trotz den strengen Verhaltensregeln war das Sanatorium kein Isolierspital, sondern ein erstrangiges Hotel mit grosszügigen Aufenthaltsräumen, einem Bibliotheksraum, regelmässigen Konzerten mit international bekannten Interpreten und einer hervorragenden Küche.

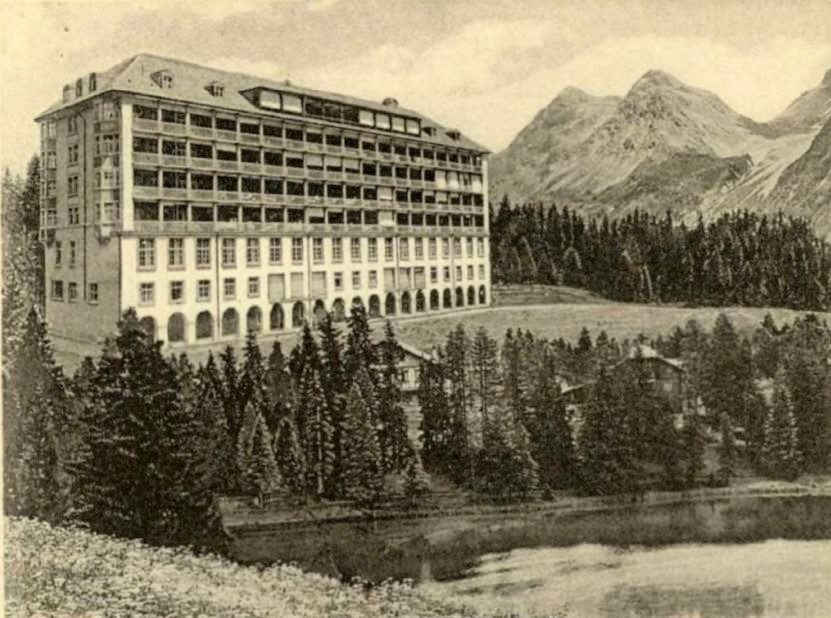
Sanatorium Südseite mit offenen Liegebalkonen
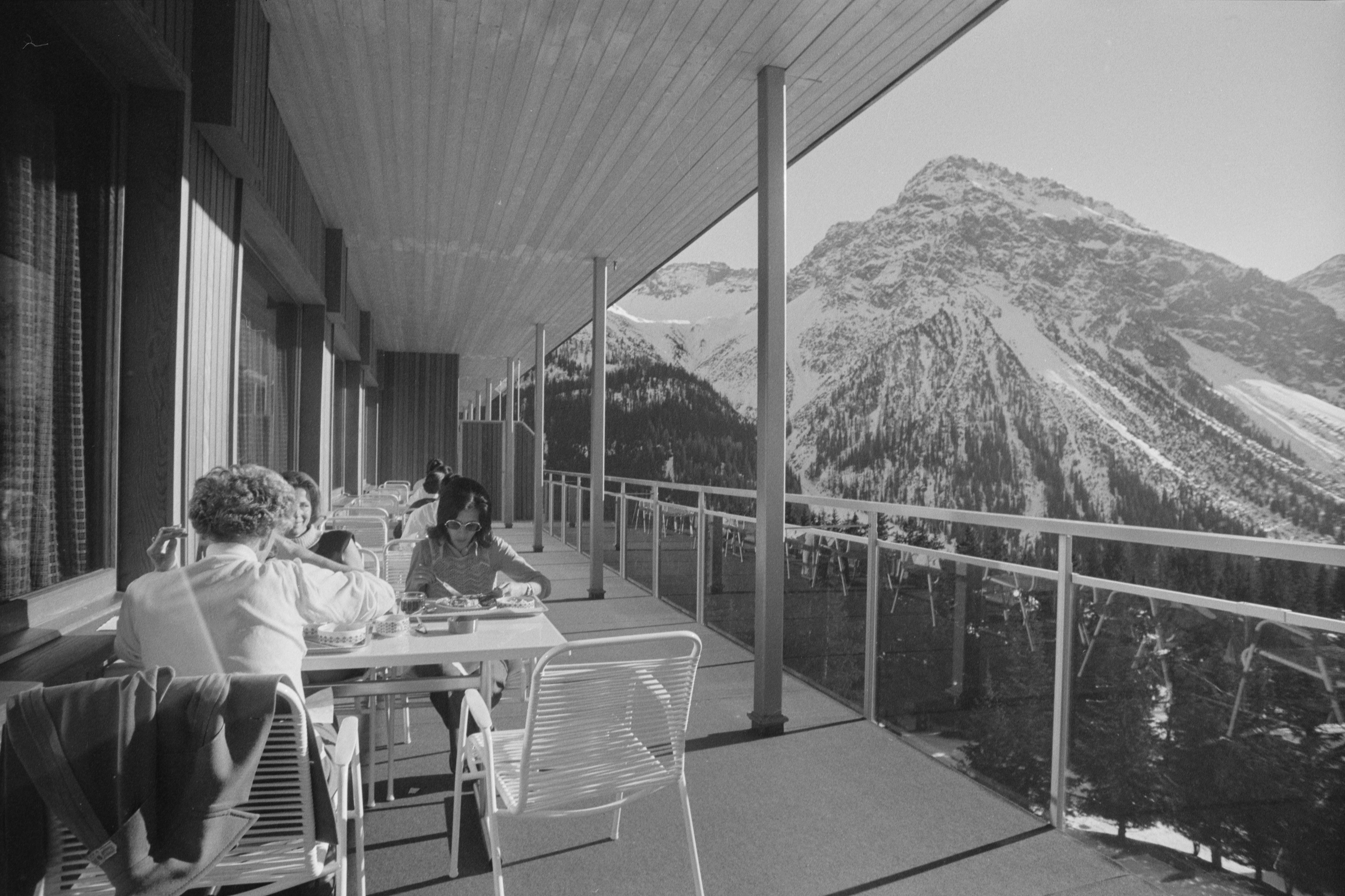
Balkon für Liegekuren
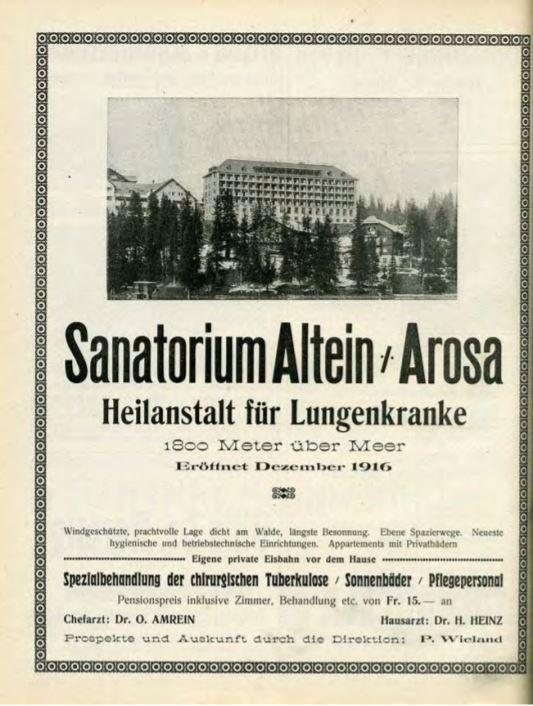
Sanatorium Arosa Prospekt
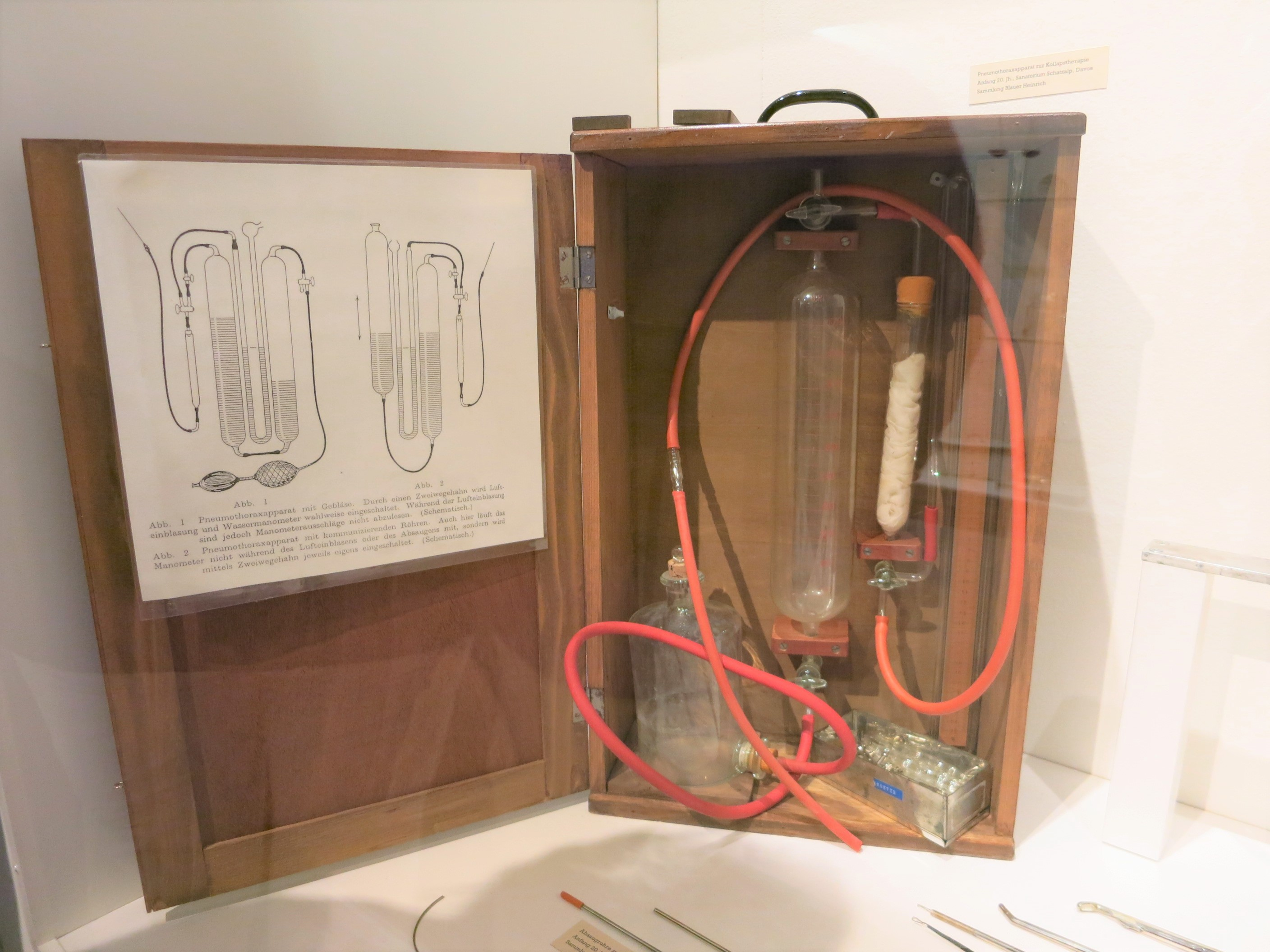
Pneumothoraxapparat
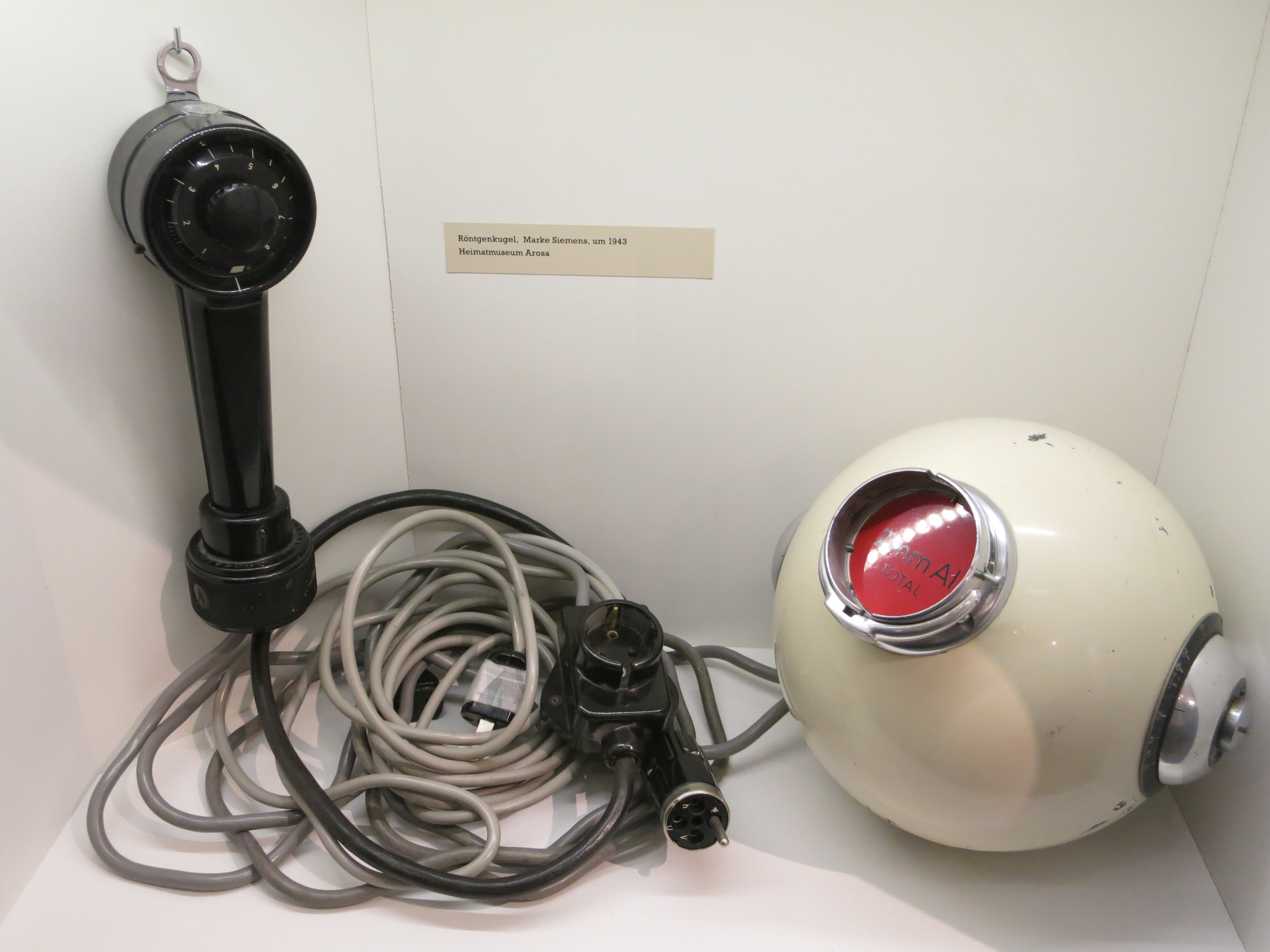
Röntgenkugel von Siemens um 1943

Gegen Ende der 1920er Jahre schwächte sich die Konjunktur der Wirtschaft ab und es trat eine schwere wirtschaftliche Krise ein. Die ausländischen Patienten konnten sich die teuren Privatsanatorien nicht mehr leisten. 1931 wurde das Altein als Sanatorium aufgegeben und anschliessend in ein Sporthotel umgewandelt. Während des Zweiten Weltkrieges diente das Haus zeitweise der Aufnahme von Internierten.
1946 übernahm der Kanton Zürich die Liegenschaft und baute sie in eine Heilstätte und Höhenklinik um. Die Verfügbarkeit von Antibiotika bewirkte bei der Höhenklinik einen Rückgang der Bettenauslastung und sie musste 1978 eingestellt werden. 1979 wurde das Altein vom Ferienverein übernommen und wieder zum ein Hotel.

„Wer nur einmal in seinem Leben aus dem Nebel und der feuchten Kälte des Winters im Tiefland in unsere strahlende Wintersonnenpracht heraufgekommen ist, wird den Eindruck nie mehr vergessen und verstehen, dass hier so viele Tausende von Erholungsbedürftigen und Kranken ihre volle Gesundheit wieder erlangten und erlangen können.“

## Schriften
- Welche Schlussfolgerungen lassen sich aus dem Vorkommen abgestorbener oder in ihrer Virulenz abgeschwächter Tuberkelbazillen im Sputum ziehen? Diss. med. Universität Zürich 1900.
- Die internationale Tuberkulose-Konferenz in Philadelphia 23.-26. September 1908. In: Internationales Centralblatt für die gesamte Tuberkuloso-Literatur, Würzburg: A. Stuber, 83–90.
- Klinik der Lungentuberkulose für Studierende und Ärzte. Bern: A. Francke 1917.
- Lungentuberkulose. Was Lungenpatienten wissen müssen. F. Junginger Verlag, Arosa 1926.
- Aus den «Zauberbergen». Münchner medizinische Wochenschrift 1928; 21: 908.
- „Arosa And From My Life“ (englischer Titel). Manuskript einer Autobiographie in einer Übersetzung seines Sohnes Yost Amrein (1918-1905). Arosa 1930, nicht gedruckt.